# زمردی شکم‌سرخ
زمردی شکم‌سرخ (نام علمی: Chlorostilbon gibsoni) نام یک گونه از سرده زمردی‌ها است.